# Aktiveringsenergi

Aktiveringsenergi kan bli lägre med en katalysator (blå kurva).

Aktiveringsenergi är inom kemi den energi som krävs för att starta en viss process eller kemisk reaktion. Energimängden kan tolkas som den mängd energi som behöver tillföras för att reaktionen ska äga rum. Aktiveringsenergin har vanligen beteckningen EA i ekvationer och brukar anges i joule/mol eller eV/molekyl.
På en mikroskopisk skala bestäms den av bl.a. translations- och vibrationsenergierna som påverkar molekylens benägenhet att orka bryta sig igenom grannarnas elektronmoln. Dessutom spelar molekylens orientering roll på reaktionens skeende. Arrhenius ekvation ger ett kvantitativt samband mellan reaktionens förlopp och aktiveringsenergin.